# Koprolali
Koprolali (av grekiska kopros (κόπρος) avföring, och lalía (λαλία), av lalein pladdra), är okontrollerat eller ofrivilligt bruk av obscent språk.
Koprolali är välkänt vid Tourettes syndrom som uppträder hos 5–15% av personerna med detta syndrom. Vid den vanligaste formen uttalas enstaka ord, men hela meningar förekommer i vissa fall.
Kopropraxi är närbesläktat, som visar sig genom obscena gester.

## Behandling
Vissa patienter har behandlats med injektioner av botox i närheten av stämbanden. Detta botar inte, men reglerar volymen.
Många personer med koprolali utvecklar istället olika taktiker för att handskas med detta under skol- eller arbetsdagen, eller i andra sociala situationer. Det kan handla om att lära sig viska eller mumla så fort de oacceptabla orden måste sägas, eller att kväva ljuden genom att hålla handen för munnen.